# Escarceo
Se llama escarceo a una especie de efervescencia o movimiento particular acompañado de cierto ruido que se nota en la superficie del mar en parajes donde hay corrientes encontradas o marea y corriente opuesta. 
Antonio de Ulloa llama también con este nombre al oleaje superficial que forma debajo de sí una manga o bomba marina. En ambos casos se le llama también hervidero.